# 長伸羽花介
長伸羽花介（学名：Cytheropteron elongatum）为尾花介科羽花介屬下的一个种。